# Gösta Arvastson
Stig Gösta Arvastson, född 16 maj 1943 i Lund, död 31 juli 2023 i Uppsala domkyrkodistrikt, var en svensk etnolog och professor i etnologi vid Uppsala universitet.
Arvastson disputerade vid Lunds universitet 1977 och verkade under 1970- och 1980-talen som forskarassistent och universitetslektor vid Lunds och Göteborgs universitet. Han blev universitetslektor vid etnologiska institutionen i Uppsala 1988. Han utnämndes till professor 2000 och blev lärostolsprofessor i europeisk etnologi 2004 efter Anders Gustavsson. Han efterträddes vid sin pensionering 2013 av Ella Johansson.
Som forskare verkade Arvastson inom europeisk etnologi inriktad på moderniseringsprocesser, arbetslivet i storindustriella miljöer, storstädernas framtid, kulturmöten, socialisation, kulturvetenskapliga metoder och fältarbete. Åren 2004–2011 var han vetenskaplig samordnare för Forum för skolan.
Därutöver var han ledamot i redaktionsrådet för Kulturella Perspektiv och Kungliga Humanistiska Vetenskapssamfundet i Uppsala samt som arbetande ledamot i Kungliga Gustav Adolfs Akademien för svensk folkkultur.
Gösta Arvastson var son till kyrkohistorikern Allan Arvastson och Ingrid, född Lewis-Jonsson.